# غلوريا جوي
غلوريا جوي (بالإنجليزية: Gloria Joy)‏ هي ممثلة أمريكية، ولدت في 7 أكتوبر 1910 في لوس أنجلوس في الولايات المتحدة، وتوفيت في 25 يناير 1970 في مقاطعة لوس أنجلوس في الولايات المتحدة.

## وصلات خارجية
- غلوريا جوي على موقع IMDb (الإنجليزية)
- غلوريا جوي على موقع قاعدة بيانات الفيلم (الإنجليزية)